# Центральный банк Тринидада и Тобаго
Центральный банк Тринидада и Тобаго (англ. Central Bank of Trinidad and Tobago) — центральный банк Республики Тринидад и Тобаго.

## История
В 1837 году открыт первый коммерческий банк. В середине XIX века начал выпуск банкнот Банк Вест Индии, а затем — и другие коммерческие банки. В 1905 году начало выпуск банкнот правительство колонии.
В 1951 году территория колонии вошла в зону деятельности Управления денежного обращения британских Карибских территорий, эмиссия правительством колонии и коммерческими банками прекращена.
Актом парламента от 12 декабря 1964 года создан Центральный банк Тринидада и Тобаго, получивший право эмиссии национальной валюты и начавший в том же месяце выпуск банкнот в долларах Тринидада и Тобаго, а в 1967 году — монет.